# Xochitla
Xochitla är en ort i Mexiko.   Den ligger i kommunen Naranjal och delstaten Veracruz, i den sydöstra delen av landet, 240 km öster om huvudstaden Mexico City. Xochitla ligger 1 104 meter över havet och antalet invånare är 454.
Terrängen runt Xochitla är varierad. Runt Xochitla är det ganska tätbefolkat, med 100 invånare per kvadratkilometer. Närmaste större samhälle är Córdoba, 10,7 km norr om Xochitla. I omgivningarna runt Xochitla växer i huvudsak städsegrön lövskog.